# Beata Piskorska
Beata Piskorska (ur. 24 maja 1978 w Lublinie) – polska politolog, doktor habilitowany nauk społecznych, profesor nadzwyczajny Katolickiego Uniwersytetu Lubelskiego Jana Pawła II, w kadencji 2024-2028 prorektor ds. studentów i umiędzynarodowienia, w latach 2021-2024 prorektor ds. studentów, doktorantów i rozwoju.

## Życiorys
Jest absolwentką I Liceum Ogólnokształcącego im. Stanisława Staszica w Lublinie. W 2002 ukończyła studia magisterskie w zakresie nauk o polityce na Wydziale Politologii Uniwersytetu Marii Curie-Skłodowskiej. W 2003 r. odbyła studia podyplomowe z Zarządzania Projektami Europejskimi i Prawa Unii Europejskiej na Wydziale Prawa i Administracji UMCS. W 2007 r. uzyskała stopień doktora nauk o polityce na Wydziale Politologii UMCS w Lublinie na podstawie pracy Wymiar wschodni polityki Unii Europejskiej. W 2018 r. uzyskała stopień doktora habilitowanego nauk o polityce na podstawie rozprawy pt. Soft power w polityce Unii Europejskiej wobec państw Partnerstwa Wschodniego. W 2020 otrzymała nominację na stanowisko profesora KUL. Od 1 października 2008 r. jest zatrudniona na Wydziale Nauk Społecznych KUL (początkowo w Instytucie Socjologii, obecnie w Instytucie Nauk o Polityce i Administracji, w katedrze Stosunków Międzynarodowych i Bezpieczeństwa, jako profesor uczelni).
Należy do European International Studies Association, Polskiego Towarzystwa Stosunków Międzynarodowych, Polskiego Towarzystwa Studiów Europejskich (od 2019 r. jest wiceprzewodniczącą komisji rewizyjnej oraz od 2018 r. wiceprezesem oddziału lubelskiego). Od 2017 jest członkiem zespołu eksperckiego Team Europe przy Przedstawicielstwie Komisji Europejskiej w Polsce. Jest współzałożycielką i prezesem Stowarzyszenia Edukacji i Badań Międzynarodowych ERIA. Od 2019 r. pełni funkcję przewodniczącej Rady Instytutu Europy Środkowej. Od 2020 r. jest prezesem Zarządu Fundacji Dobrego Samarytanina, członkiem Scientific Board of Research Network on European Identity (2020) oraz członkiem Kapituły Nagrody im. Anieli hrabiny Potulickiej na KUL (2021). We wrześniu 2021 r. została powołana na eksperta zespołu nauk społecznych Państwowej Komisji Akredytacyjnej w dyscyplinie nauk o polityce i administracji.
Od 2019 r. pełni funkcję redaktor naczelnej czasopisma „Studia i Analizy Nauk o Polityce”. Jest członkiem Rady Naukowej „Rocznika Europeistycznego” (od 2020) i czasopisma „Stosunki Międzynarodowe – International Relations” (od 2021). 15 listopada 2021 została powołana na stanowisko prorektora ds. studentów, doktorantów i rozwoju w Katolickim Uniwersytecie Lubelskim Jana Pawła II, a w lipcu 2024 r. na stanowisko prorektora ds. studentów i umiędzynarodowiania. 21 grudnia 2021 została odznaczona Medalem Komisji Edukacji Narodowej.